# Thực thi pháp luật ở Bắc Triều Tiên

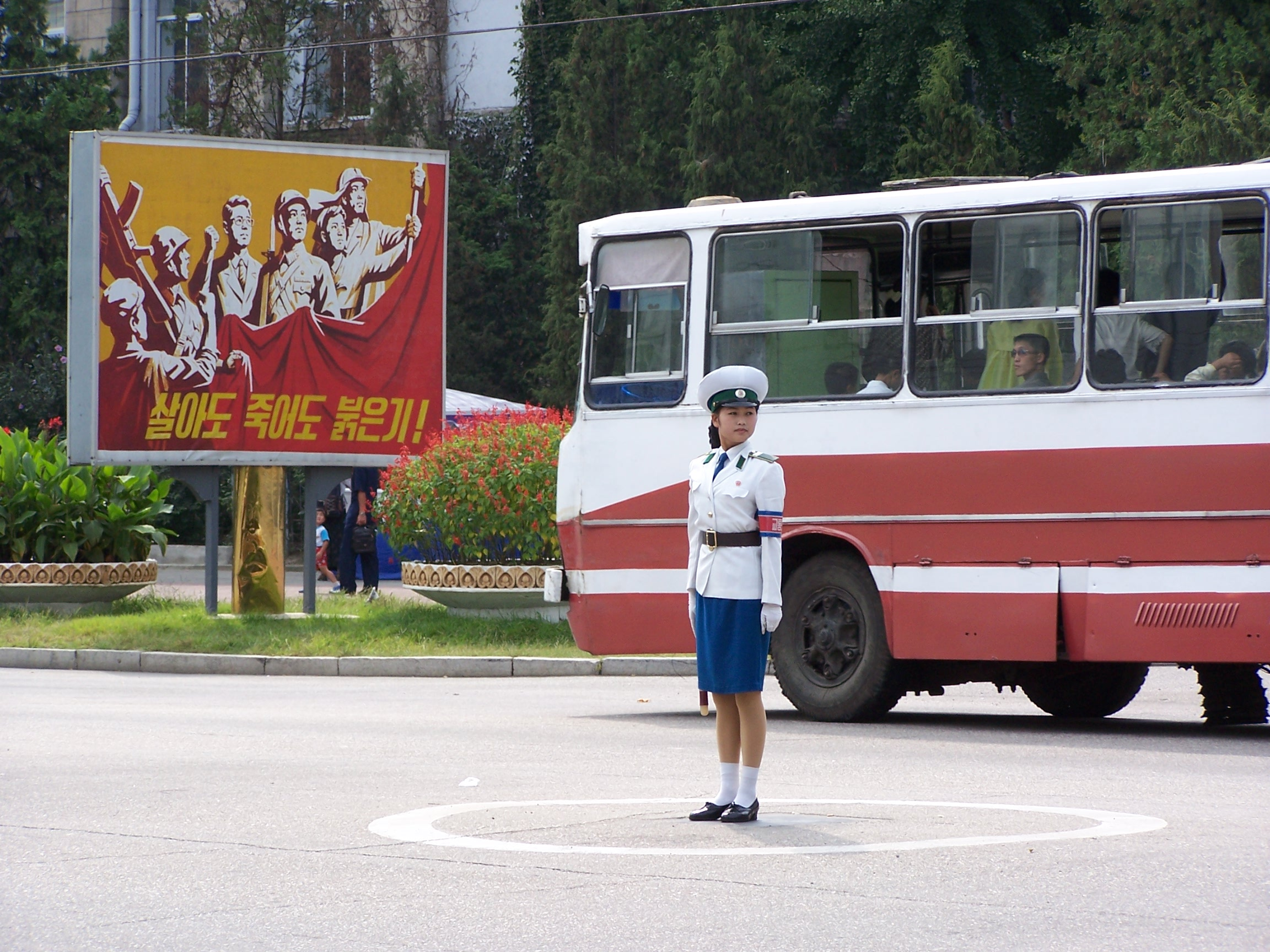
Nữ cảnh sát ở Bình Nhưỡng đang điều tiết giao thông vào năm 2007.

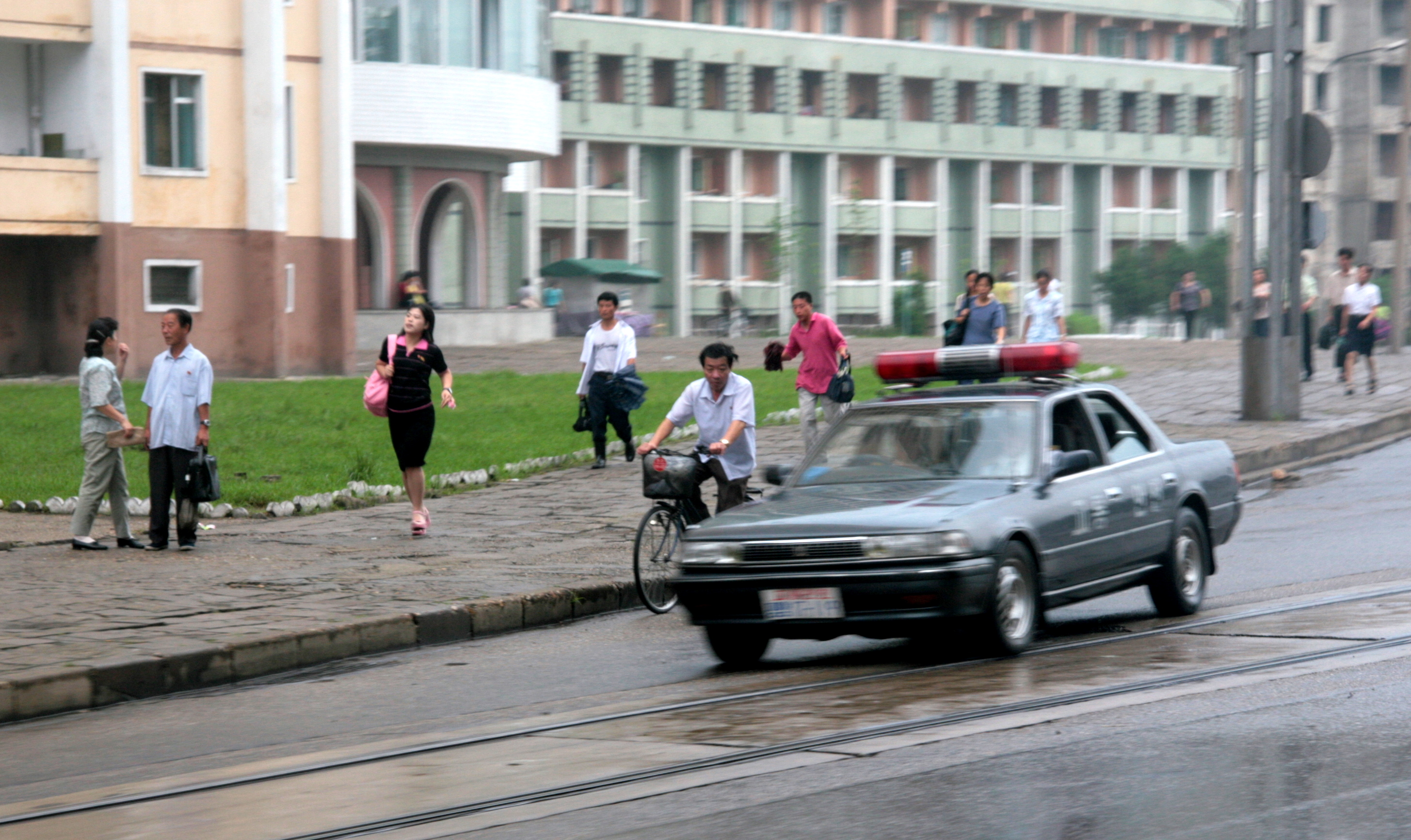
Xe cảnh sát Bắc Triều Tiên năm 2007; dòng chữ Chosŏn'gŭl ở bên hông xe có nghĩa là "An toàn giao thông".

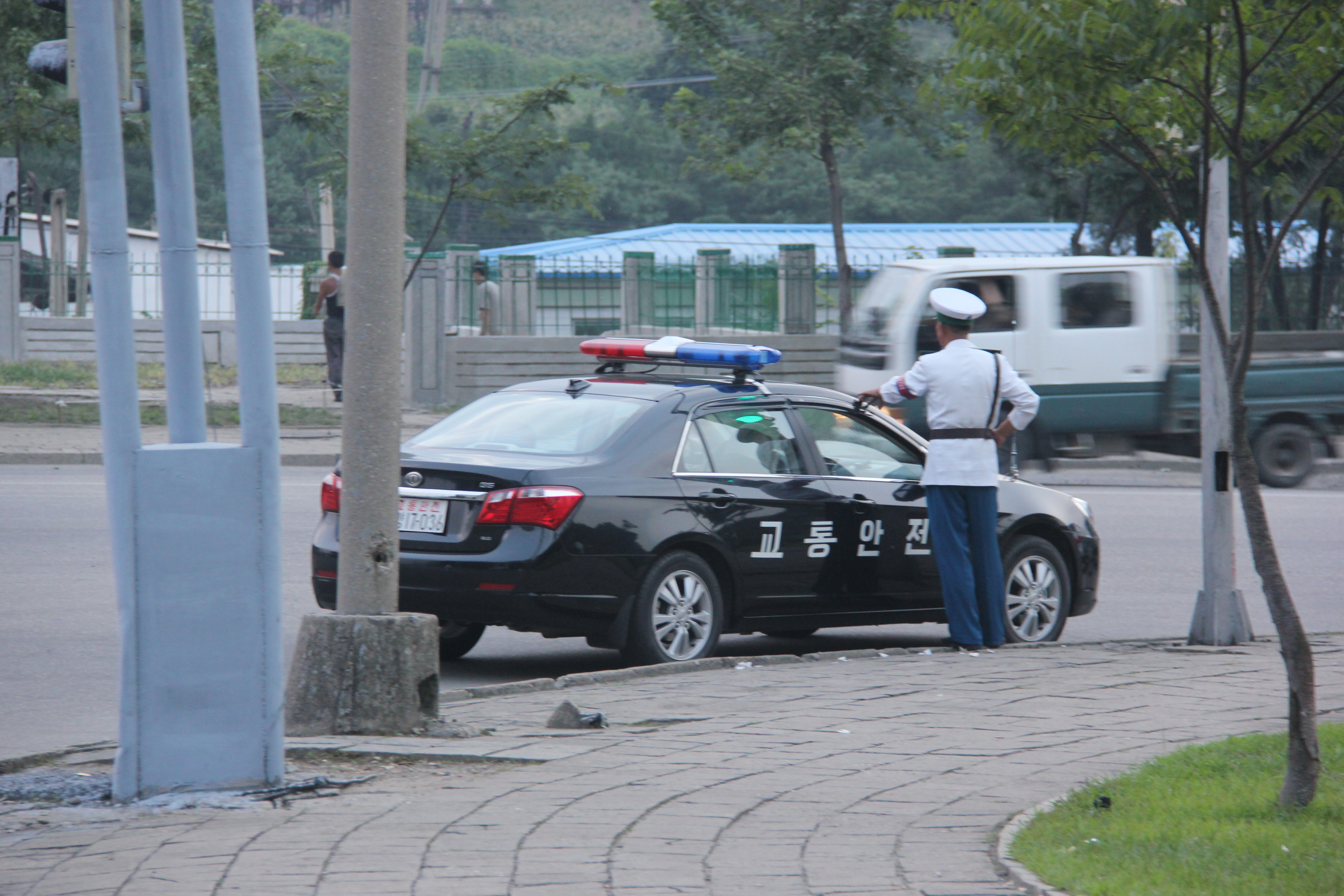
Xe cảnh sát Bắc Triều Tiên năm 2012; dòng chữ Chosŏn'gŭl ở bên hông xe có nghĩa là "An toàn giao thông".

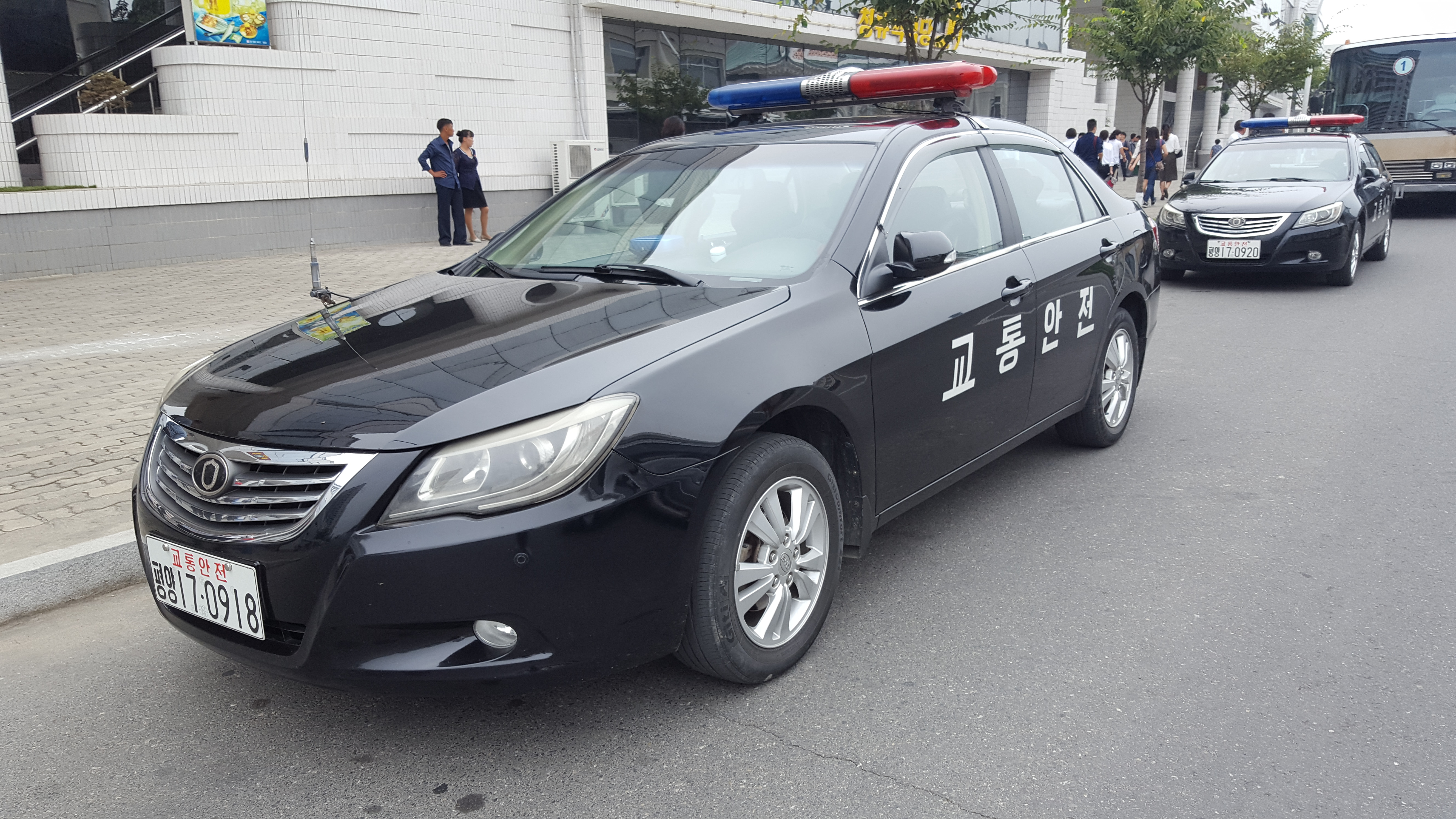
Xe cảnh sát Bắc Triều Tiên năm 2017; dòng chữ Chosŏn'gŭl ở bên hông xe có nghĩa là "An toàn giao thông".

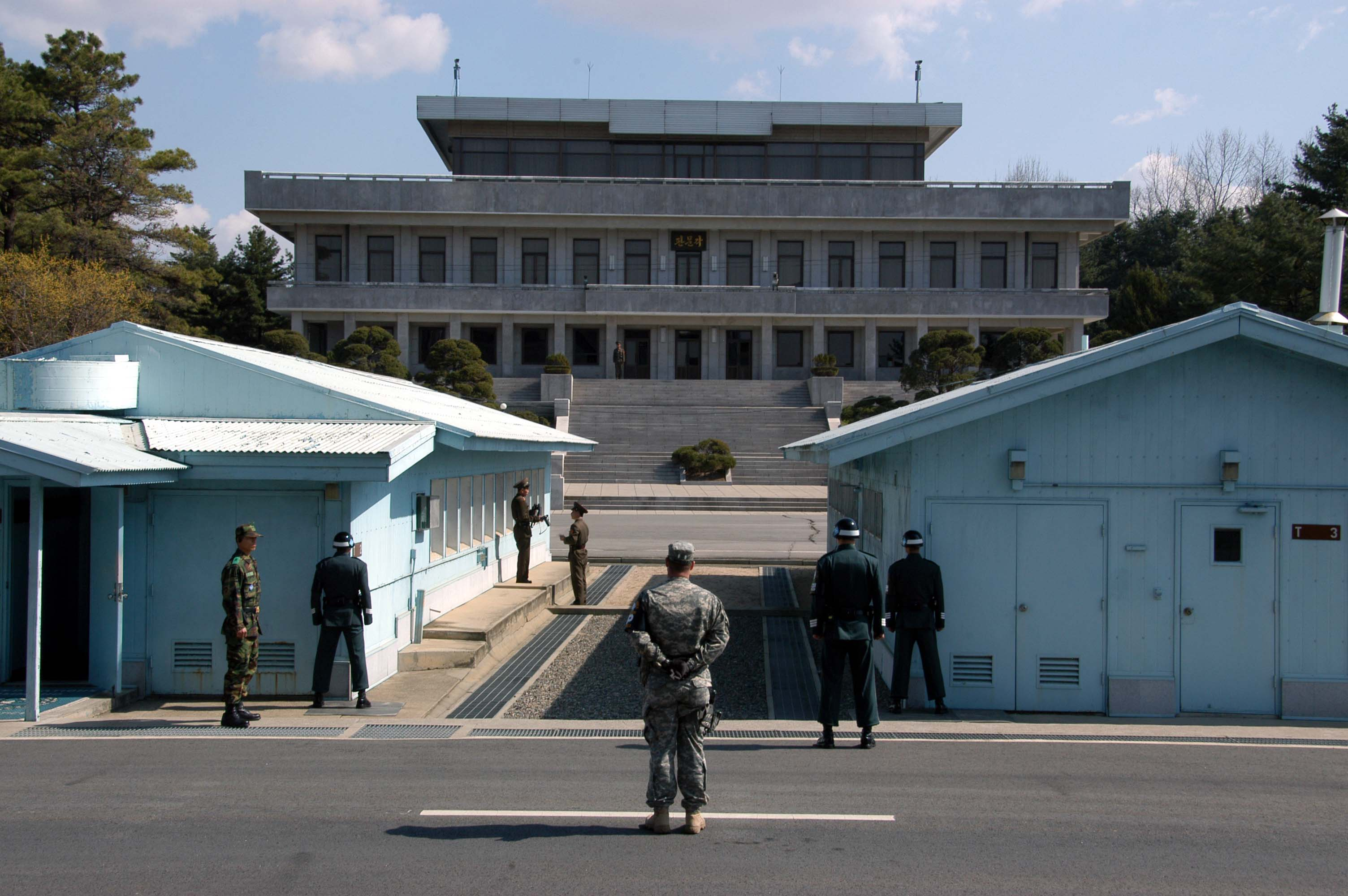
Chính quyền Hàn Quốc và Bắc Triều Tiên tại biên giới liên Triều.

Bộ An ninh Xã hội và Cục An ninh Quốc gia đều chịu trách nhiệm về an ninh nội bộ ở Cộng hòa Dân chủ Nhân dân Triều Tiên. Dù cả hai đều là cơ quan chính phủ, nhưng vẫn bị đảng kiểm soát chặt chẽ thông qua Ủy ban Tư pháp và An ninh và sự thâm nhập vào cơ cấu tổ chức của đảng ở mọi cấp chính quyền. Thiết chế an ninh công cộng chính thức được tăng cường là nhờ vào hệ thống thông tin rộng khắp toàn xã hội. Việc giám sát công dân, cả về mặt vật lý và điện tử cũng là hoạt động thường xuyên của hai cơ quan này.

## An ninh Nhân dân
Bộ An ninh Xã hội, chịu trách nhiệm về an ninh nội bộ, kiểm soát xã hội và chức năng cảnh sát cơ bản, là một trong những tổ chức quyền lực nhất ở Bắc Triều Tiên và kiểm soát Lực lượng An ninh Xã hội Nhân dân, bao gồm khoảng 144.000 công an viên. Bộ này duy trì luật pháp và trật tự công cộng; điều tra án hình sự nổi bật; quản lý hệ thống nhà tù và kiểm soát giao thông; giám sát thái độ chính trị của công dân; tiến hành điều tra lý lịch, điều tra dân số và đăng ký dân sự; kiểm soát việc đi lại của cá nhân; quản lý tài liệu mật của chính phủ; bảo vệ quan chức của đảng và chính phủ; đồng thời tiến hành tuần tra công sở và một số hoạt động xây dựng đảng và chính phủ.
Bộ có các thứ trưởng phụ trách nhân sự, chính trị, tư vấn pháp lý, an ninh, giám sát, nội vụ, hậu cần và kỹ thuật. Có khoảng 27 cục thế nhưng vẫn chưa biết rõ nhiệm vụ và quyền hạn của một số cục. Cục An ninh chịu trách nhiệm thực thi pháp luật thông thường và hầu hết chức năng của cảnh sát. Cục Điều tra xử lý các vụ điều tra về tội phạm hình sự và tội phạm kinh tế. Cục Bảo vệ chịu trách nhiệm về phòng cháy chữa cháy, kiểm soát giao thông, y tế công cộng và hải quan. Cục Đăng ký cấp thẻ căn cước công dân và lưu giữ hồ sơ công khai về khai sinh, tử vong, hôn thú, đăng ký cư trú và hộ chiếu.
Dưới cấp Bộ, có các cơ quan công an ở mỗi tỉnh và thành phố trực thuộc trung ương. Những cục này do một viên đại tá hoặc trung tá cảnh sát đứng đầu, tùy thuộc vào quy mô dân số. Sở công an tại mỗi thành phố hoặc huyện và đồn công an nhỏ hơn trên khắp cả nước có khoảng 100 công an viên và do sĩ quan cấp dưới chỉ huy. Họ được tổ chức gần như song song với chính Bộ này và có một số phòng ban chịu trách nhiệm thực hiện nhiệm vụ và quyền hạn khác nhau.
Cảnh sát dân sự Bắc Triều Tiên mặc đồng phục chủ yếu là cảnh sát giao thông phi vũ trang.

## An ninh Quốc gia
Năm 1973, trách nhiệm an ninh chính trị được chuyển từ Bộ An ninh Nhân dân sang Cục An ninh Quốc gia, một cơ quan tự chủ báo cáo trực tiếp lên Kim Nhật Thành. Cục An ninh Quốc gia thực hiện nhiều chức năng phản gián và an ninh nội bộ thường gắn liền với "cảnh sát mật". Cục này được giao nhiệm vụ truy tìm tội phạm chống nhà nước—phạm trù chung bao gồm người bị buộc tội hoạt động chống chính phủ và bất đồng chính kiến, tội phạm kinh tế và kẻ bôi nhọ lãnh đạo chính trị. Các trại giam tù nhân chính trị đều nằm dưới quyền quản lý của cơ quan này. Cục này chịu trách nhiệm công tác phản gián trong và ngoài nước, rồi điều hành hoạt động thu thập thông tin tình báo ở nước ngoài. Đồng thời theo dõi thái độ chính trị và duy trì việc giám sát người dân Bắc Triều Tiên hồi hương. Nhân viên của Bộ thường hay hộ tống quan chức cấp cao. Bộ này còn phụ trách công tác bảo vệ biên giới quốc gia và giám sát các điểm nhập cảnh quốc tế. Mức độ kiểm soát mà bộ này thực hiện đối với Cục An ninh Chính trị của Quân đội Nhân dân Triều Tiên—vốn có đại diện ở mọi cấp chỉ huy—khá mơ hồ.

## Bộ đội Biên phòng
Bộ đội Biên phòng Nhân dân là lực lượng bán quân sự của Bộ An ninh Xã hội. Họ chủ yếu liên quan đến công tác giám sát biên giới và thi hành chức năng an ninh nội bộ. Hoạt động sau bao gồm bảo vệ công sở về mặt vật lý. Trong xung đột, chính quyền có thể dùng lực lượng này làm nhiệm vụ an ninh biên giới và hậu phương.